# AZS UAM Poznań
Klub Uczelniany AZS Uniwersytetu im. Adama Mickiewicza w Poznaniu – wielosekcyjny uczelniany klub sportowy działający przy Uniwersytecie Adama Mickiewicza w Poznaniu. W sierpniu 2021 roku sekcja piłki nożnej kobiet została przemianowana na Lech Poznań UAM i występuje w barwach Lecha Poznań w 3 lidze kobiet.

## Działalność
Studenci biorą udział w zajęciach 35 dyscyplin sportowych i startują corocznie w zawodach Akademickich Mistrzostw Polski.